# 62 Erato
62 Erato este un asteroid din centura principală, descoperit pe 14 septembrie 1860, de Oskar Lesser și Wilhelm Foerster.